# Fatimatou Abdel Malick
Fatimatou Bint Abdel Malick (née en 1958) est une femme politique mauritanienne qui occupe le poste de maire de Tevragh Zeïna depuis 2001. Elle est la première femme de son pays à assumer cette fonction. De 2012 à 2015, elle a été présidente du Réseau des Femmes Élues Locales d'Afrique (REFELA).

## Jeunesse et formation
Abdel Malik est née en 1958 à Tamchekett, où son père est administrateur. Elle étudie l'informatique à Louvain-la-Neuve, en Belgique.

## Carrière
Avant de s'engager en politique, Fatimatou Abdel Malick a dirigé un bureau de services informatiques MINFE, à Nouakchott puis a travaillé en tant qu'administratrice réseau pour la Banque de l'Habitat. Elle a ensuite occupé des postes au sein du ministère de l'Urbanisme et de l'Habitat, ainsi qu'à la Primature.
En 2001, sollicitée pour être candidate aux élections municipales par le Parti républicain démocratique et social, elle est élue maire de Tevragh Zeïna, l'une des neuf communes de la communauté urbaine de Nouakchott, devenant ainsi la première femme maire en Mauritanie. Elle œuvre pour l'amélioration de l'éducation, notamment en faveur des filles, et entreprend des réformes administratives. Elle est réélue en 2006, 2011 et 2015,.
De 2012 à décembre 2015, Fatimatou Abdel Malick préside le Réseau des Femmes Élues Locales d'Afrique (REFELA), une organisation fondée à Tanger en mars 2011, réunissant des femmes élues à des postes locaux,. Elle parcourt la Mauritanie afin de soutenir les candidatures féminines, contribuant à l'élection de cinq autres femmes maires, dont Maty Mint Hamady.
En 2023, le secrétaire général des Nations unies António Guterres nomme Fatimatou Abdel Malick co-présidente de son Groupe consultatif sur les gouvernements locaux et régionaux, aux côtés de Pilar Cancela.

## Distinctions et honneurs
- « Championne pour la Résilience » de la Stratégie internationale des Nations unies pour la réduction des catastrophes en 2013.
- Chevalier d'honneur de la République du Congo en 2013.
- Médaille de la FAO en 2015.

## Vie personnelle
Fatimatou Abdel Malick est mère célibataire de trois enfants et est de confession musulmane.